# فلورنس (ويسكونسن)
فلورنس (بالإنجليزية: Florence (town), Wisconsin)‏ هي بلدة تقع بولاية ويسكونسن في الولايات المتحدة. تبلغ مساحتها 408.4 (كم²)، وترتفع عن سطح البحر 442 م، بلغ عدد سكانها 2319 نسمة في عام 2000 حسب إحصاء مكتب تعداد الولايات المتحدة وتصل الكثافة السكانية فيها 5.8 نسمة/كم2.

## وصلات خارجية
- http://www.townofflorencewisconsin.com
- The US50 - Cities and Towns in Wisconsin State
- Wisconsin Cities and Towns, Facts, Map, Flag, Colleges, Government, and More